# Sami (departamento)
Sami es un departamento de la provincia de Banwa, en la región Boucle du Mouhoun, Burkina Faso. A 1 de julio de 2018 tenía una población estimada de 12 678 habitantes.
Se encuentra ubicado al oeste del país, cerca del río Volta Negro o Mouhoun, y de la frontera con Malí.